# Prosopocera balteata
Prosopocera balteata es una especie de escarabajo longicornio del género Prosopocera, categorizada en la tribu Prosopocerini, de la subfamilia Lamiinae. Fue descrita por Aurivillius en 1911.

## Descripción
Mide 10-11 mm de longitud.

## Distribución
Se distribuye por Etiopía y Kenia.